# Імператор Ґо-Уда
Імператор Ґо-У́да (яп. 後宇多天皇, ごうだてんのう, ґо-уда тенно; 17 грудня 1267 — 16 липня 1324) — 91-й Імператор Японії, синтоїстське божество. Роки правління: 6 березня 1274 — 27 листопада 1287. Ім'я перекладається як «Пізній Уда», що іноді пояснюють як Уда II.
Другий син імператора Камеями і дружини Санеко, доньки Тоін Санео і онуки Сайондзі Кінцуне. При народженні отримав ім'я Йохіто. 1268 року був проголошений наслідним принцом і через шість років, коли йому виповнилося сім років, зійшов на трон. Утім, де-факто продовжував правити імператорським двором його батько. Керування державою здійснював сіккен Ходзьо Токімуне. У 1274 і 1281 роках юаньські війська Хубілая двічі невдало атакували Японію. 1275 року Ходзьо призначив спадкоємцем трону принца Хірохіто, двоюрідного брата Ґо-Уди.
1286 року оголосив свого сина Куніхару спадкоємцем трону. Проте 1287 року, внаслідок політичних інтриг ексімператора Ґо-Фокакуса та підозри щодо верховного імператора Камеями з боку сіккена, імператор Ґо-Уда був змушений зректися трону на користь сина ексімператора Ґо-Фукакуса — принца Хірохіто, що став знаний як імператор Фусімі.
Після зречення відійшов від державних справ, та правив як верховний імператор під час правління своїх синів — імператора Ґо-Нідзьо (з 1301 до 1308 року) й імператора Ґо-Дайґо (з 1318 до 1321 року)). Після 1308 року став виявляти інтерес до екзотеричному буддизму (міккйо). Видав ейсендзі (прокламацію) про наданню навічно право монатсирю Дайкакудзі присвоювати ченців ранги хоін, хохасі, хоген. Це рішення було скасовано лише імператором Мейдзі.
Є автором працб «Біографія Денґьо Дайсі» й «Заповіт особистої печатки імператора Гауди». Останню складено у 1321 році, де він описує обставини відновлення храму Дайкакудзі та наводить 21 статтю свого заповіту, написаного в надії на подальше процвітання Дайкакудзі та езотеричного буддизму загалом.